# ウガンダ (1962年-1963年)

ウガンダ
Uganda (英語)

国の標語: For God and My Country（英語）
神と我が国のために国歌: Oh Uganda, Land of Beauty（英語）
おおウガンダ、美しき地

ウガンダの位置

ウガンダは、1962年から1963年まで英連邦王国であった。

## 解説
1962年、ウガンダ保護領に対するイギリスの直接統治は独立法によって終了した。この法律により、ウガンダという名称で独立することが認められたが、英連邦王国として当時のイギリスの君主であったエリザベス2世がウガンダ女王として国家元首の座に就いた。尚、権力の殆どはウガンダ総督が行使していた。
1963年に、君主制を廃止する憲法が採択され、イギリス連邦内の共和国となったが、実際には共和国ではなくウガンダ国と呼ばれ、ブガンダ等の諸王国は存続した。これは、ウガンダが共和国ではなく、諸王国で構成された連邦であることを意味していた。同年10月9日、ブガンダのカバカ（王の称号の意）であったムテサ2世が、ウガンダの初代大統領に就任した。ウガンダは、当時首相であったミルトン・オボテとムテサ2世が対立し、1966年にようやく法的に共和国となった。